# 暗号文
暗号文（あんごうぶん、英: ciphertext）は、暗号化アルゴリズムの出力で、判読不能な状態になった情報のことである。復号すると元のプレーンテキスト（英: plaintext）になる。平文（英: cleartext）も参照。

## 概要
古代より機密文書の伝達などの理由で暗号文が存在した。ジュリアス・シーザー（ユリウス・カエサル）はシーザー暗号を用いて暗号文を作成していたとされる。中世には外交官と通信するために暗号文が作成された。
なお、暗号"文"といっても文字列とは限らず、数値・図形・記号、その他、様々な形態で表現される。

## 有名な暗号文
有名な暗号文：

### 16世紀
- ヴォイニッチ手稿 - 暗号文のようにもみえる文章が記された手稿。1582年には存在していた。

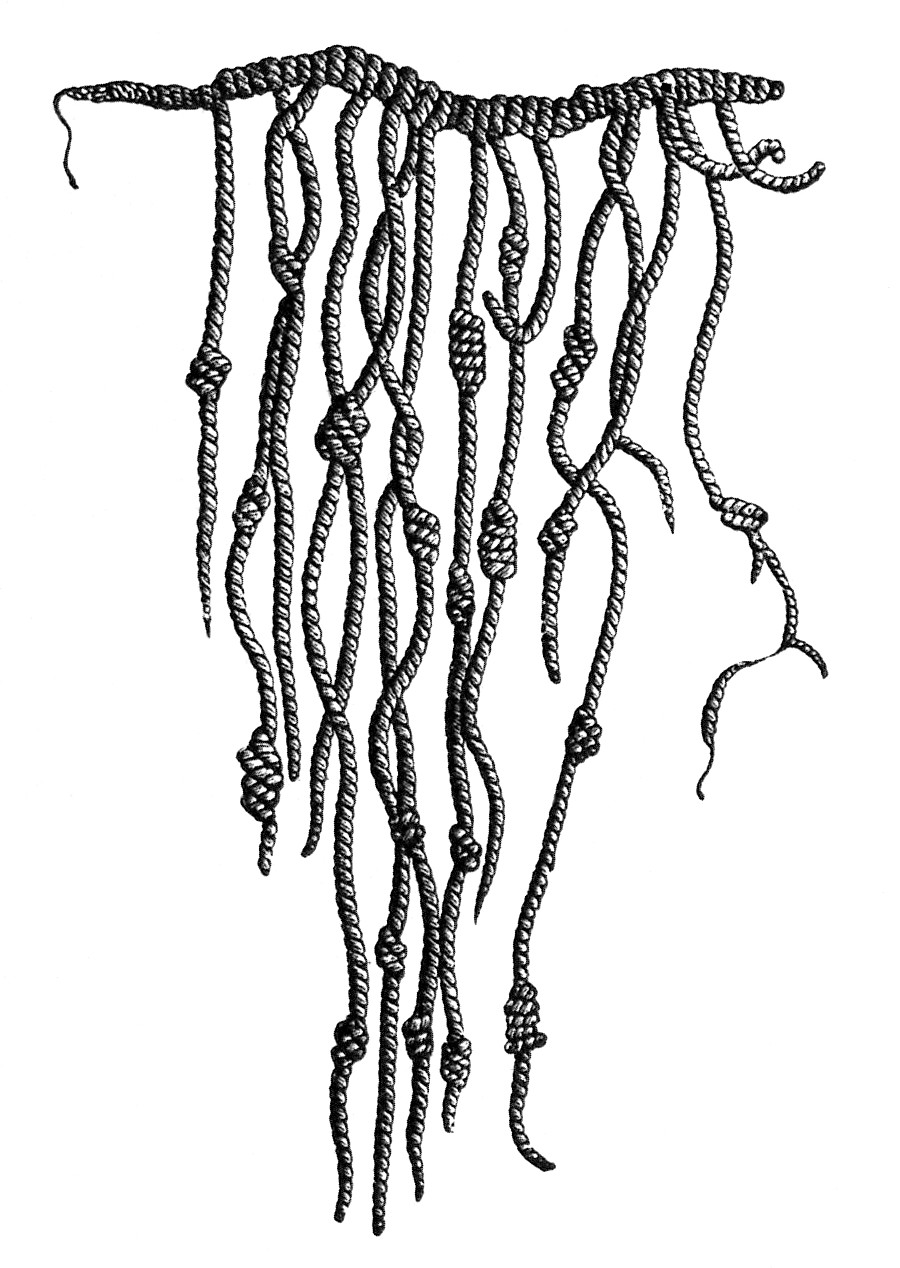
Quipu

- キープ（en:Quipu） - インカ帝国で使用された縄の結び目で数値を表現している。

### 17世紀
- 天狗の詫状 - 仏現寺が所蔵する178行、2900余字の巻物。

### 18世紀
- James Leeson の墓碑に刻まれた暗号文 "Remember Death" - 1794年9月28日、38歳で亡くなったジェームズ・リーソンの墓碑にはフリーメイソンのシンボルとともに、ピッグペン暗号（英語版）で記された暗号文が刻まれている。ピッグペン暗号とは1700年代にフリーメイソンが使ったことで知られる換字式暗号で、フリーメイソンの暗号とも言われる。直線と点の組合せた図で一つのアルファベットを示す単純換字である。点の数を0個～2個にすることで斜線を使わない方式もある。

### 19世紀
- 「黄金虫」で登場した暗号文 - 推理小説に登場した暗号としては恐らく最初の暗号文(1843年)。

53‡‡†305))6*;4826)4‡.)4‡);806*;48†8
¶60))85;18*:‡*8†83(88)5*†;46(;88*96
*?;8)*‡(;485);5*†2:*‡(;4956*2(5*—4)8
¶8*;4069285);)6†8)4‡‡;1(‡9;48081;8:8‡
1;48†85;4)485†528806*81(‡9;48;(88;4
(‡?34;48)4‡;161;:188;‡?;
- 「地底旅行」（ヴェルヌ、1864年）で登場した暗号文 - ルーン文字で記されたこの暗号文を解読することで冒険がはじまった。

- ビール暗号（en:Beale ciphers） - 1885年に発行された冊子にて紹介された暗号文。ビール暗号は3枚の紙からなり、各々には、財宝のありか、財宝の内容、受け取り人が書かれているとされる。3枚のうち、2枚目は解読されている。真偽不明である。

- 一枚目(未解読)
- 二枚目(解読済)
- 三枚目(未解読)

- ドラベッラの暗号 - 暗号文で書かれた手紙。19世紀後半、エドワード・エルガーが作成、受け取った人は解読できなかったとのこと。

### 20世紀
- 「踊る人形」に登場した暗号文 - 図形を使って表現された暗号文（1903年）。

- ツィンメルマン電報 - 第一次世界大戦中の1917年にドイツ帝国の外務大臣が作成した暗号文。傍受、解読された。(左が傍受された電文、右が解読された結果)

- en:D'Agapeyeff cipher - Alexander d'Agapeyeff が1939年に執筆した暗号に関する教科書『Codes and Ciphers』にて出題されている暗号文。

75628 28591 62916 48164 91748 58464 74748 28483 81638 18174
74826 26475 83828 49175 74658 37575 75936 36565 81638 17585
75756 46282 92857 46382 75748 38165 81848 56485 64858 56382
72628 36281 81728 16463 75828 16483 63828 58163 63630 47481
91918 46385 84656 48565 62946 26285 91859 17491 72756 46575
71658 36264 74818 28462 82649 18193 65626 48484 91838 57491
81657 27483 83858 28364 62726 26562 83759 27263 82827 27283
82858 47582 81837 28462 82837 58164 75748 58162 92000
- 「ニイタカヤマノボレ一二〇八」 - 真珠湾攻撃の日時12月8日を伝える海軍の暗号文（1941年）。符牒の一種である。

- RSA129（en:The Magic Words are Squeamish Ossifrage） - 米サイエンス誌（1977年8月号）にて公開された読者へのチャレンジ。RSA暗号の作成者による賞金付き。公開鍵が129桁の自然数であったことからRSA129と呼ばれた。出題者は解読には千年は必要と見積もっていたが、多数の計算機を使って1994年4月に解読された。

暗号文
C = 9686961375462206147714092225435588290575999112457431987469512093
0816298225145708356931476622883989628013391990551829945157815154
公開鍵
E = 9007
N = 1143816257578888676692357799761466120102182967212423625625618429
35706935245733897830597123563958705058989075147599290026879543541
平文 M は、次の式を満たす自然数である：
{\displaystyle M^{E}=C{\bmod {N}}}
解読者達は、公開鍵 N を素因数分解して
P = 3490529510847650949147849619903898133417764638493387843990820577
Q = 32769132993266709549961988190834461413177642967992942539798288533
N=PxQとなるP,Qを求めた。このP,Qを使って
{\displaystyle M=C^{1/E{\bmod {\phi (P,Q)}}}{\bmod {N}}}
として次の平文 M を得た。
M = 20080500130107090300231518041900011805001917210501130919080015191
9090618010705
この M の意味は最上位桁から2桁ずつ区切り、00=SPACE, 01=A, 02=B, .., 26=Z として英文字に対応させると「THE MAGIC WORDS ARE SQUEAMISH OSSIFRAGE」と読める。
- クリプトス（en:Kryptos） - CIAの建物の傍らにある彫刻。暗号文が刻まれている（1990年）。